# Shachō, Battle no Jikan Desu!
Shachō, Battle no Jikan Desu! (社長、バトルの時間です！ Shachō, Batoru no Jikan Desu!?,  lit. «Presidente, ¡es hora de la batalla!») un videojuego de rol gratuito creado por Kadokawa, Deluxe Games y Preapp Partners. Fue lanzado en Japón el 17 de octubre de 2019 para dispositivos Android e iOS. Una adaptación al anime producida por el estudio C2C fue emitida entre el 5 de abril y el 28 de junio de 2020.

## Personajes
Guide (ガイド Gaido?)
 Seiyū: Yui Horie
Makoto (マコト?)
 Seiyū: Yoshino Aoyama
Akari (アカリ?)
 Seiyū: Azumi Waki
Minato (ミナト?)
 Seiyū: Shun Horie
Yutoria (ユトリア?)
 Seiyū: Kana Ichinose
Valmi (ヴァル美?)
 Seiyū: Sumire Uesaka
Raiba (ライバー?)
 Seiyū: Taku Yashiro

## Anime
La adaptación a serie de anime fue anunciada el 1 de diciembre de 2019. La serie es animada por C2C y dirigida por Hiroki Ikeshita, con guiones de Kenta Ihara, diseño de personajes de Keisuke Watanabe y música de Yukari Hashimoto. La serie se transmitió del 5 de abril al 28 de junio de 2020. Se emitió durante 12 episodios.
| #  | Título                                                           | Estreno             |
| -- | ---------------------------------------------------------------- | ------------------- |
| 1  | «Inducción como presidente» «Shachō Shūnin» (社長就任)           | 5 de abril de 2020  |
| 2  | «Herencia» «Isan Sōzoku» (遺産相続)                              | 12 de abril de 2020 |
| 3  | «Concurso de pedidos» «Juchū Konpe» (受注コンペ)                 | 19 de abril de 2020 |
| 4  | «Búsqueda del tesoro» «Zaihō Tansaku» (財宝探索)                 | 26 de abril de 2020 |
| 5  | «Nueva empleada» «Shinnyū Shain» (新入社員)                      | 3 de mayo de 2020   |
| 6  | «Objetivos Comerciales» «Kigyō Mokuhyō» (企業目標)               | 10 de mayo de 2020  |
| 7  | «Informe provisional» «Chūkan Kessan» (中間決算)                 | 17 de mayo de 2020  |
| 8  | «Nuevas especies descubiertas» «Shinshu Hakken» (新種発見)       | 24 de mayo de 2020  |
| 9  | «Caballero de brillante armadura» «Hakuba no Kishi» (白馬の騎士) | 31 de mayo de 2020  |
| 10 | «Guerrero corporativo» «Kigyō Senshi» (企業戦士)                 | 7 de junio de 2020  |
| 11 | «Oportunidad de Negocio» «Shōki Tōrai» (商機到来)                | 21 de junio de 2020 |
| 12 | «Keiei Rinen» (経営理念)                                         | 28 de junio de 2020 |